# ميك بيكرينغ
ميك بيكرينغ (بالإنجليزية: Mick Pickering)‏ (29 سبتمبر 1956 في المملكة المتحدة - ) هو لاعب كرة قدم بريطاني في مركز الدفاع. لعب مع برادفورد سيتي وستوكبورت كونتي وشيفيلد وينزداي ونادي بارنسلي ونادي روذرهام يونايتد ونادي ساوثهامبتون ونادي يورك سيتي ونورويتش سيتي وHallam F.C. ‏ ونادي غوادالاخارا (نادي كرة قدم).

## وصلات خارجية
- ميك بيكرينغ على موقع قاعدة بيانات كرة القدم.إي يو (الإنجليزية)